# Virus (Heavenly)
Virus è il quarto album in studio del gruppo musicale power metal francese Heavenly.

## Tracce
1. The Dark Memories – 6:07
2. Spill Blood on Fire – 5:17
3. Virus – 6:16
4. The Power & Fury – 6:03
5. Wasted Time – 5:56
6. Bravery in the Field – 5:52
7. Liberty – 5:30
8. When the Rain Begins to Fall (Cover di Jermaine Jackson e Pia Zadora) – 4:17
9. The Prince of the World – 5:17
10. The Joker (Bonus track dell'edizione giapponese) – 3:54
11. Spill Blood on Fire (Versione in giapponese) (Bonus track dell'edizione giapponese) – 5:17

## Formazione
- Benjamin Sotto - voce
- Charley Corbiaux - chitarra
- Matthieu Plana - basso
- Olivier Lapauze - chitarra
- Thomas Das Neves - batteria

### Ospiti
- Tanja Lainio (Lullacry)
- Kevin Codfert (Adagio)
- Tony Kakko (Sonata Arctica)